# Habenaria repens
Habenaria repens är en orkidéart som beskrevs av Thomas Nuttall. Habenaria repens ingår i släktet Habenaria och familjen orkidéer.

## Underarter
Arten delas in i följande underarter:
- H. r. maxillaris
- H. r. repens